# Retronecin
Retronecin ist die Untereinheit, von der sich die meisten Pyrrolizidinalkaloide durch Veresterung der beiden Hydroxygruppen ableiten.

## Vorkommen
Retronecin kommt in einer Vielzahl von Pflanzen der Gattungen Greiskräuter und Crotalaria sowie der Familie der Boraginaceae vor.

## Verwendung
Retronecin ist ein starkes Fraßgift und wird von vielen Insekten aufgenommen, um sich gegen Fraßfeinde zu schützen. Es dient im Insektenstoffwechsel auch als Vorstufe für die Produktion männlicher Sexualpheromone.
Die Verwendung von mit alkaloidhaltigen Kräutern verunreinigtem Getreide oder die Verwendung dieser Kräuter für medizinische oder diätische Zwecke führt immer wieder zu Vergiftungen durch Retronecin beim Menschen, teilweise mit epidemischem Charakter. Die giftige Wirkung beruht auf der Schädigung von Leber- und Lungenzellen. Ein cyclischer Diester von Retronecin ist Monocrotalin.